# Czas wschodnioeuropejski letni
| WET lub WEST | Czas zachodnioeuropejski (UTC+0) Czas zachodnioeuropejski letni (UTC+1) |
| WET          | Czas zachodnioeuropejski (UTC+0)                                        |
| CET lub CEST | Czas środkowoeuropejski (UTC+1) Czas środkowoeuropejski letni (UTC+2)   |
| KSK          | Czas Królewca (UTC+2)                                                   |
| EET lub EEST | Czas wschodnioeuropejski (UTC+2) Czas wschodnioeuropejski letni (UTC+3) |
| MSK          | Czas moskiewski (UTC+3)                                                 |

Czas wschodnioeuropejski letni (ang. Eastern European Summer Time, EEST) – strefa czasowa, odpowiadająca czasowi słonecznemu południka 45°E, który różni się o 3 godziny od uniwersalnego czasu koordynowanego (UTC+03:00).
Afryka:
- Egipt

Azja:
- Akrotiri
- Cypr
- Cypr Północny
- Dhekelia
- Izrael
- Jordania
- Liban
- Palestyna
- Syria
- Turcja

Europa:
- Bułgaria
- Estonia
- Finlandia
- Grecja
- Litwa
- Łotwa
- Mołdawia
- Rumunia
- Ukraina